# Fačkov
Fačkov (deutsch Fatschenhau, ungarisch Facskó oder älter Facsko) ist eine Gemeinde im mittelslowakischen Kraj Žilina. 

## Geographie
Sie liegt im Rajčianka-Tal am Fuße der Kleinen Fatra und Strážovské vrchy, unter dem nach dem Ort genannten Fačkov-Pass (Passhöhe 802 m), zwischen den Städten Žilina (26 km) und Prievidza (28 km).

## Geschichte
Der Ort wurde 1351 erstmals erwähnt. Eine Sehenswürdigkeit ist die Kirche des Heiligen Nikolaus aus dem 17. Jahrhundert. 
Der Ort ist auch ein Ausgangspunkt für Wanderungen in der Kleinen Fatra.

## Bevölkerung
| Jahr                | 1994 | 2004    | 2014     | 2024    |
| ------------------- | ---- | ------- | -------- | ------- |
| Anzahl der Personen | 805  | 736     | 657      | 666     |
| Unterschied         |      | −8,57 % | −10,73 % | +1,36 % |

| Jahr                | 2023 | 2024    |
| ------------------- | ---- | ------- |
| Anzahl der Personen | 670  | 666     |
| Unterschied         |      | −0,59 % |